# STS-114
La misión STS-114 del Transbordador espacial Discovery fue lanzada a las 10:39 EDT (1439 UTC), el 26 de julio de 2005. El lanzamiento se produjo 907 días después del desastre del transbordador espacial Columbia (1 de febrero de 2003). Se realizó a pesar de no haber resuelto unas anomalías con el sensor de fuel del tanque externo; estas anomalías habían impedido el lanzamiento desde el 13 de julio, fecha originalmente programada. 
La misión se completó el 9 de agosto de 2005. Debido a la meteorología en el Centro Espacial Kennedy, el transbordador aterrizó en la Base Aérea Edwards, California, un lugar secundario.
El problema que causó la destrucción del Columbia - escombros separados del tanque externos durante el ascenso - inesperadamente volvió a suceder durante el lanzamiento del Discovery. Debido a esto, la NASA decidió el 27 de julio posponer los vuelos futuros del transbordador hasta realizar modificaciones en el hardware.

## Tripulación
- Eileen M. Collins (4), Comandante
- James Kelly (2), Piloto
- Soichi Noguchi (1), Especialista de misión
- Stephen K. Robinson (3), Especialista de misión
- Andrew Thomas (4), Especialista de misión
- Wendy Lawrence (4), Especialista de misión
- Charles Camarda (1), Especialista de misión

( ) El número entre paréntesis indica el número de vuelos espaciales incluida la misión STS-114.

## Parámetros de la misión
- Masa:
  - Del Orbiter al despegar: 121.483 kg
  - Del Orbiter al aterrizar: 102.913 kg
- Perigeo: -
- Apogeo: 350,8 km
- Inclinación: 51,6º
- Velocidad: 27.661 km/h
- Período: 91,6 minutos

## La misión

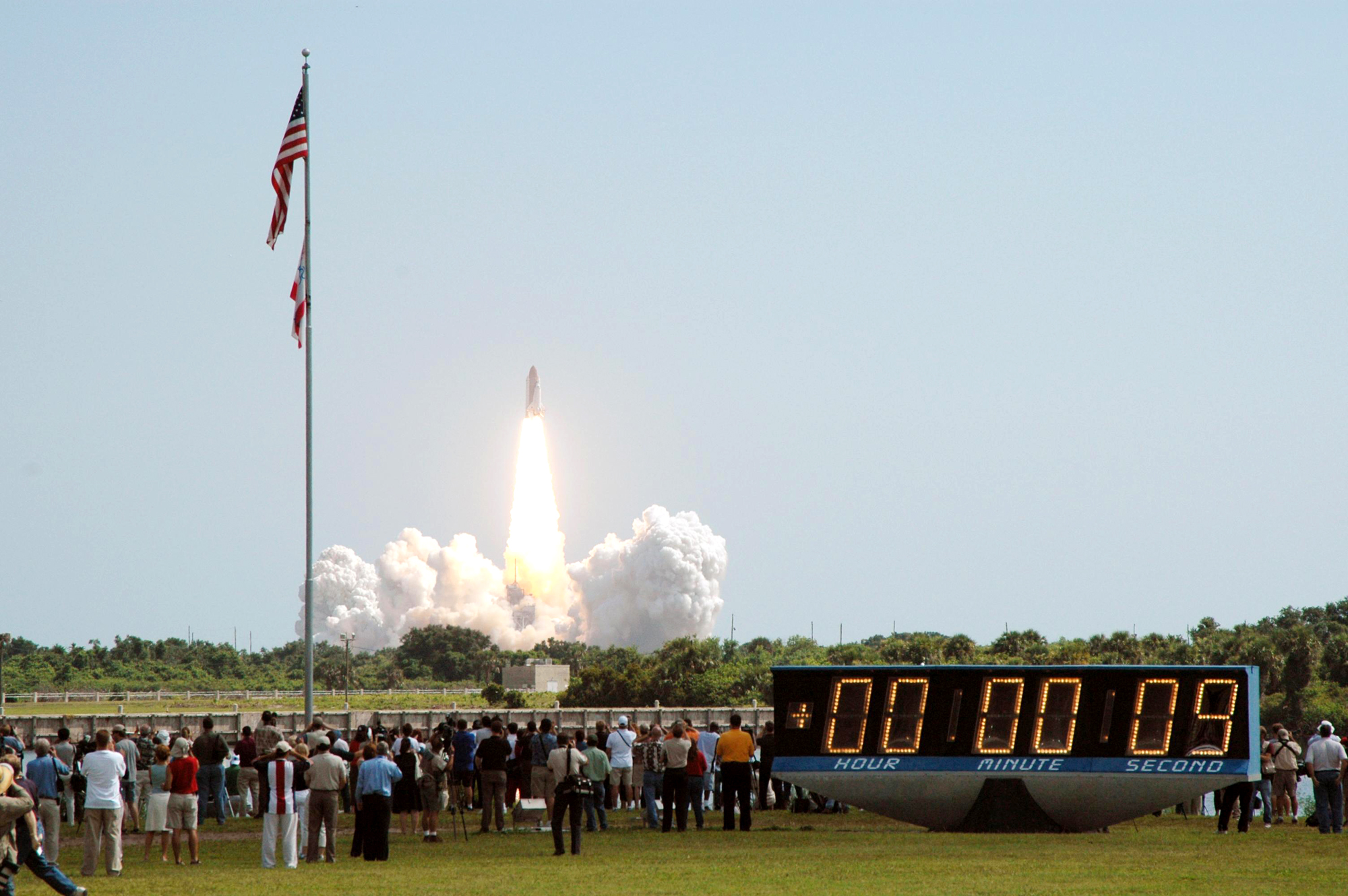
Despegue del Discovery desde el Centro Espacial Kennedy, el 26 de julio de 2005.

La misión STS-114 marcó el regreso a los vuelos del transbordador espacial después del desastre del Columbia, siendo el segundo vuelo con una comandante (Eileen Collins, quien también lo fue en la misión STS-93). La STS-114 inicialmente se iba a desarrollar a bordo del Atlantis, pero un fallo en el sistema de frenado condujo a la NASA a elegir al Discovery como vehículo para la misión. Diecisiete años antes, el Discovery había sido también el primer vuelo de un transborador tras el desastre del Challenger.

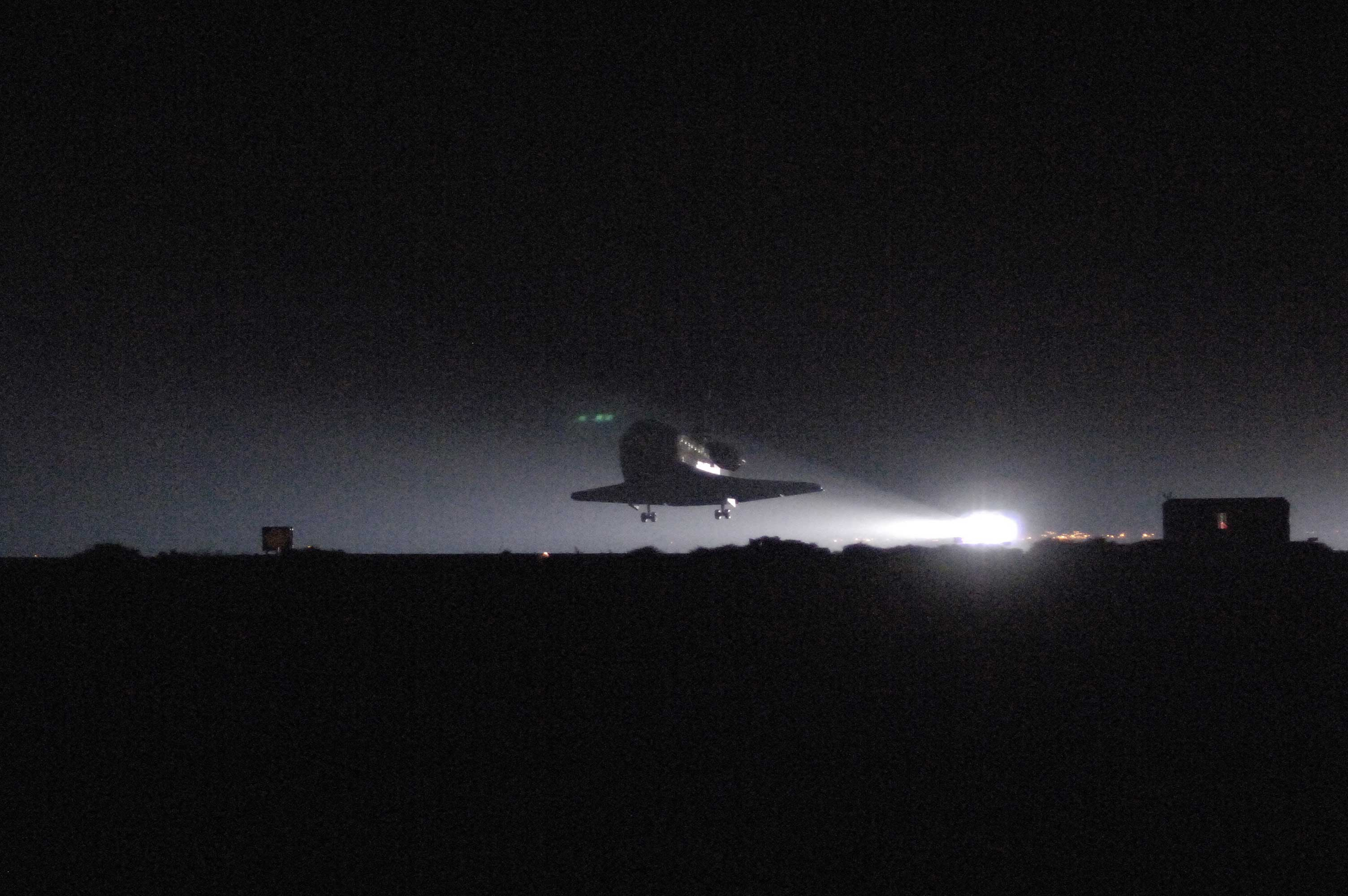
Aterrizaje del transbordador.

Esta misión fue clasificada como vuelo logístico 1. Aparte de repartir suministros, el transbordador reemplazó un giroscopio de control de momento de la EEI. Además, la STS-114 transportó el módulo logístico multipropósito Raffaello, fabricado por la Agencia Espacial Italiana, la plataforma de almacenamiento externa-2 y desplegó el MISSE 5 en el exterior de la estación.